# تخزين اللقاح
يتعلق تخزين اللقاح بالتخزين المناسب وطرق التعامل معه بدءًا من تصنيعه إلى إعطائه للمرضى. إن المعيار العام هو بقاؤه في نطاق 2 إلى 8 درجة مئوية عند التخزين والنقل. يشمل هذا جميع اللقاحات البشرية الحالية المرخصة من إدارة الغذاء والدواء الأمريكية (إدارة الغذاء والدواء (الولايات المتحدة)) وفي البلدان منخفضة ومتوسطة الدخل. تشمل الاستثناءات بعض لقاحات الجدري، والجدري المائي، والحزام الناري، وأحد لقاحات الحصبة، والنكاف، والحصبة الألمانية 2، والتي تنقل  بين -25 درجة مئوية و -15 درجة مئوية. تتطلب بعض اللقاحات، مثل لقاح COVID-19، درجة أكثر برودة بين -80 درجة مئوية و -60 درجة مئوية عند التخزين.
في عام 1996، قررت منظمة الصحة العالمية (WHO) نشر اللقاحات في جميع أنحاء العالم. حث هذا الأمر الباحثين على تصميم طرق تخزن للقاحات دون أن تفقد فعاليتها. منذ ذلك الحين، ارتفع إنتاج اللقاحات، وتعددت طرق التعامل معها. وضعت منظمة الصحة العالمية معايير لضمان سلسلة التبريد بطرق تخزين مختلفة، بما في ذلك الثلاجات والمجمدات والصناديق الباردة وناقلات اللقاح. تستخدم أنواع مختلفة من مقاييس الحرارة لأن أي تغيير طفيف في درجة الحرارة قد يؤدي إلى فقدان فعالية اللقاح. أصبح التخزين ضروريًا لتحسين العمر الافتراضي للقاح ونقل اللقاح في جميع أنحاء العالم.

## درجة حرارة التخزين الموصى بها
كانت سلسلة التبريد واحدة من أكثر سلاسل التوريد موثوقية لنقل اللقاحات حول العالم. نظرًا إلى أن اللقاحات منتجات حيوية حساسة، لذا فإن التخزين السليم وطريقة التعامل معها مهمان لضمان عدم فقدان فعالية اللقاحات. يوجب ذلك مراقبة اللقاحات بطريقة مستمرة لأن لكل منها تفاعل مختلف مع درجات الحرارة المنخفضة، و المرتفعة، والضوء.
تتطلب أغلبية اللقاحات التخزين في درجة حرارة من +35 درجة إلى +46 درجة فهرنهايت (+ 2 درجة إلى +8 درجة مئوية) ويجب عدم تعريضها لدرجة حرارة التجمد. يمكن أن تؤدي درجات الحرارة المنخفضة إلى تفاعل لا رجعة فيه يقلل من فاعلية اللقاح وفقدان التأثير المرجو. تحتوي بعض اللقاحات على مواد مساعدة (الألومنيوم) تترسب عند تعرضها لأجواء شديدة البرودة. يمكن أن تؤدي درجة الحرارة المرتفعة أيضًا إلى تدهور الفيروسات المضعفة المستخدمة في اللقاح بوجه دائم وفقدان فاعليتها. مع ذلك، فإن التأثيرات عادة ما تكون أصغر وتدريجية ويمكن التنبؤ بها مقارنة بدرجات الحرارة المتجمدة. إن العلامات السريرية للجسم بعد التعرض لدرجة حرارة غير مرغوب بها ليست ضرورية لتؤدي إلى انخفاض فاعلية اللقاح.

## شروط تخزين اللقاح والتعامل معه
تستخدم المنشآت الصحية وحدات تخزين تسمى وحدات خزن اللقاح (تصنف أيضًا على أنها وحدات صيدلانية). هذه الثلاجات أو المجمدات مصممة خصيصًا لتخزين المستحضرات الدوائية الحيوية، بما في ذلك اللقاحات. تختلف هذه الوحدات عن الوحدات المنزلية العادية نظرًا إلى أنها تحتوي على تحكم في درجة الحرارة يعتمد على المعالجات الدقيقة مع مستشعر درجة حرارة رقمي (محرار، أو مزدوج حراري، أو حساسات الحرارة)، ودوران الهواء بدفع المروحة للحفاظ على درجة حرارة موحدة داخل وحدة الخزن. عادة ما يكون هذا التخزين عبارة عن ثلاجة أو مجمدات قائمة بذاتها لأنها تعمل بطريقة أفضل في الحفاظ على درجة الحرارة ثابتة.
يمكن أيضًا أن تكون الثلاجة المنزلية بديلاً مقبولاً لوحدات الخزن الخاصة. ولكن لا يُنصح باستخدام حجرة التجميد في الثلاجات لتخزين اللقاحات، ويجب أن تخزن اللقاحات بصفة أساسية داخل الثلاجة. تقوم العديد من وحدات التوليف بتبريد الثلاجة باستخدام الهواء من وحدة التجميد، مما ينتج مناطق درجات حرارة مختلفة داخل الثلاجة. قد يتسبب وضع اللقاحات بالقرب من الهواء البارد الناتج من المجمد في انخفاض درجة الحرارة للغاية، وقد يتسبب وضعها في القاع في ارتفاع درجة الحرارة. من المهم عدم  وضع اللقاحات بالقرب من أبواب وحدة التخزين لأنها تؤثر في درجة الحرارة وتعرض اللقاحات للضوء، مما يقلل من فاعلية بعض اللقاحات.

## أنواع تخزين اللقاح
وضعت منظمة الصحة العالمية معايير لضمان أن أنواع معدات سلسلة التبريد يمكن أن تدعم اللقاحات المختلفة في المرافق الصحية.

### الثلاجات
تستخدم ثلاجة قائمة بذاتها لتخزين اللقاحات
تعد الثلاجات أكثر أنواع التخزين شيوعًا في المرافق الصحية إذ يمكنها الاحتفاظ بالعديد من اللقاحات في وحدة واحدة. تساعد هذه  الطريقة اللقاحات الحساسة لدرجة الحرارة على تحمل مكوناتها، ويبقى داخلها دائمًا بين +2 درجة إلى +8 درجة مئوية. في البلدان المتقدمة، تُستخدم الثلاجات الكهربائية (وحدات الضغط) على نطاق واسع حيث يوجد مصدر كهرباء لمدة 8 ساعات على الأقل يوميًا. إذا لم يكن لدى الدولة ما يكفي من الكهرباء، فإن ثلاجة الطاقة الشمسية (الوحدات الكهروضوئية) أو الغاز المعبأ/ الكيروسين (وحدات الامتصاص) يمكن الاعتماد عليها أيضًا. من المهم الحفاظ على درجة الحرارة المطلوبة في أي من النماذج في أي ظرف من الظروف ولا يجب تغييرها.

### المجمدات
تعمل المجمدات بنفس طريقة عمل الثلاجات ولكن مع درجات الحرارة القصوى. تعتمد درجة الحرارة الدنيا على التصنيع. عادةً ما يكون هذا التخزين للقاحات المجمدة والحفاظ على درجة الحرارة بين -80 إلى -15 درجة مئوية. تستخدم المرافق الصحية وحدات مصممة لهذا الغرض أو من الدرجة الصيدلانية وتختلف في الحجم.

### الصناديق الباردة
يحافظ على سلسلة التبريد باستخدام صندوق الثلج في أثناء نقل لقاح covid-19 على سبيل المثال.
تستخدم الصناديق الباردة عادة لحمل اللقاحات في أنحاء المنطقة. وهي عبارة عن حاوية ذاتية الدعم مع عزل وحزم ثلجية تحيط بالداخل للحفاظ على اللقاحات في درجات حرارة منخفضة. على عكس الثلاجة، فإن الصندوق البارد لديه وقت محدود للحفاظ على درجات حرارة أقل من +10 درجة مئوية، عادة 48-96 ساعة. تأتي في العديد من الأنواع والأشكال المختلفة، وهذا التخزين مفيد جدًا لنقل اللقاحات داخل أو خارج المرفق الصحي.

### ناقلات اللقاح
تشبه ناقلات اللقاح الصناديق الباردة، لكنها أصغر حجمًا ويسهل حملها. هذا الحامل الصغير معبأ أيضًا بأكياس الثلج لإبقاء اللقاح في درجة حرارة منخفضة. ومع ذلك، فإنها لا تبقى باردة مثل الصناديق الباردة، في أكثر من 36-48 ساعة. تستخدم بطريقة عامة للنقل من مرفق صحي إلى مواقع التوعية.

### حزم الماء
عبوات المياه هي عبوات بلاستيكية مسطحة ومانعة للتسرب تستخدم في الأجزاء الداخلية لصناديق التبريد وحاملات اللقاحات. تضبط هذه الحاويات على درجة الحرارة المناسبة اعتمادًا على نوع اللقاح الذي ينقل. يمكن أن تتراوح درجة الحرارة من -10 درجة مئوية إلى +24 درجة مئوية ولا تدوم طويلاً قبل أن تعود إلى نفس درجة حرارة البيئة المحيطة.

### الوسادات الرغوية
تُستخدم الحوافظ الرغوية لتغطية غطاء الصناديق الباردة وناقلات اللقاح، مما يحمي قوارير اللقاح من التلف في أثناء النقل والحرارة الخارجية. تتمثل في إسفنجة ناعمة تضمن بقاء القوارير في مكانها وإطالة أمد درجة الحرارة المطلوبة داخل الحافظة.